# Vlajka Spojených arabských emirátů

Vlajka Spojených arabských emirátů
Poměr stran: 1:2

Přijatelná varianta námořní národní vlajky SAE
Poměr stran: 1:2

Vlajka Spojených arabských emirátů je tvořena listem o poměru stran 1:2 se třemi vodorovnými pruhy, zeleným, bílým a černým. U žerdi je svislý pruh červené barvy (jeho šířka je rovná čtvrtině délky vlajky). Jde tedy o kombinaci panarabských barev.
Vlajka prezidenta Spojených arabských emirátů je v bílém pruhu doplněna o státní znak.

Rozměry vlajky Spojených arabských emirátů
Vlajka prezidenta Spojených arabských emirátů Poměr stran: 1:2

## Historie
Vlajka vznikla v roce 1971. Vlajku nového státu navrhl tehdy devatenáctiletý Abdulla Mohamed Almaainah, od roku 2017 velvyslanec SAE v České republice.
Poprvé byla vlajka vyvěšena 2. prosince 1971 před Domem federace v Dubaji.

Vlajka emirátu Fudžajra (1952–1961) Poměr stran: 1:2
Vlajka SAE – Smluvního Ománu (do roku 1971) Poměr stran: ~1:2
Vlajka prezidenta SAE (1973–2008) Poměr stran: 1:2
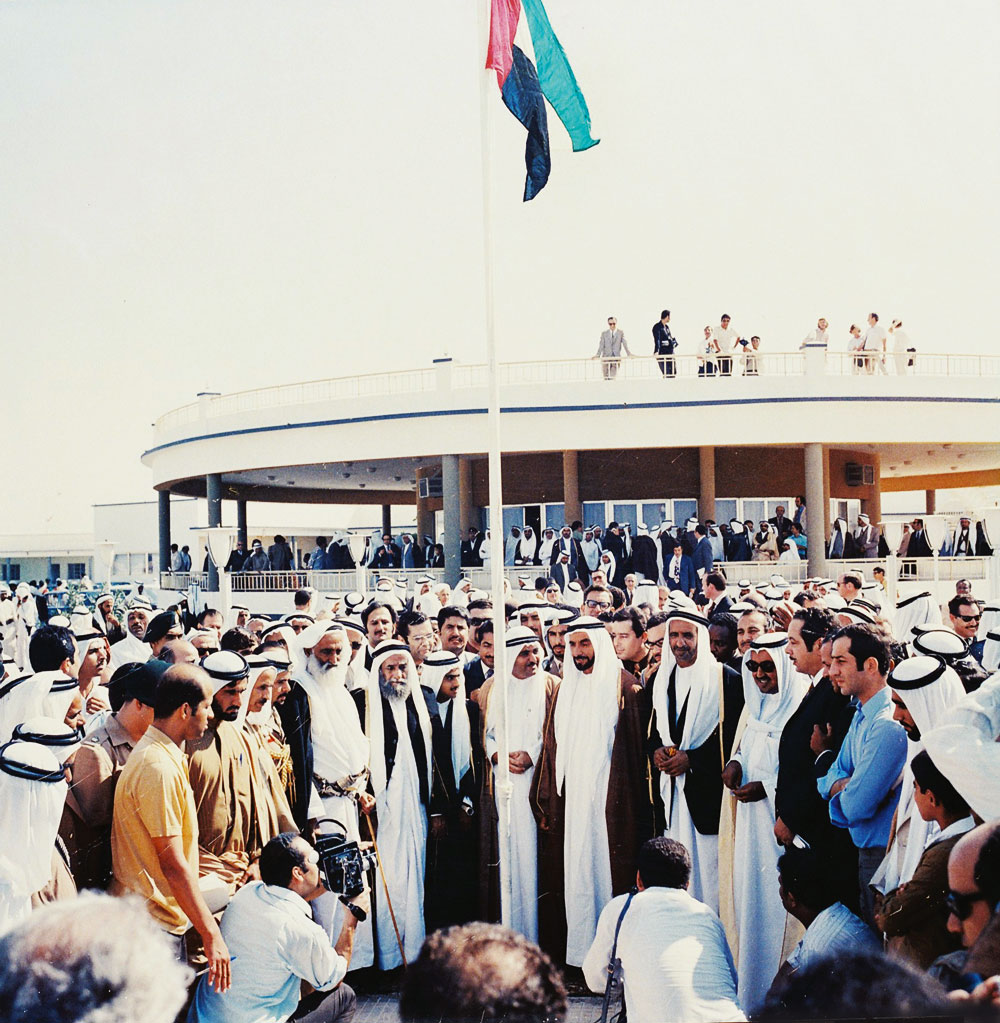
Historické vyvěšení vlajky nového státu (2. prosince 1971)

## Vlajky emirátů

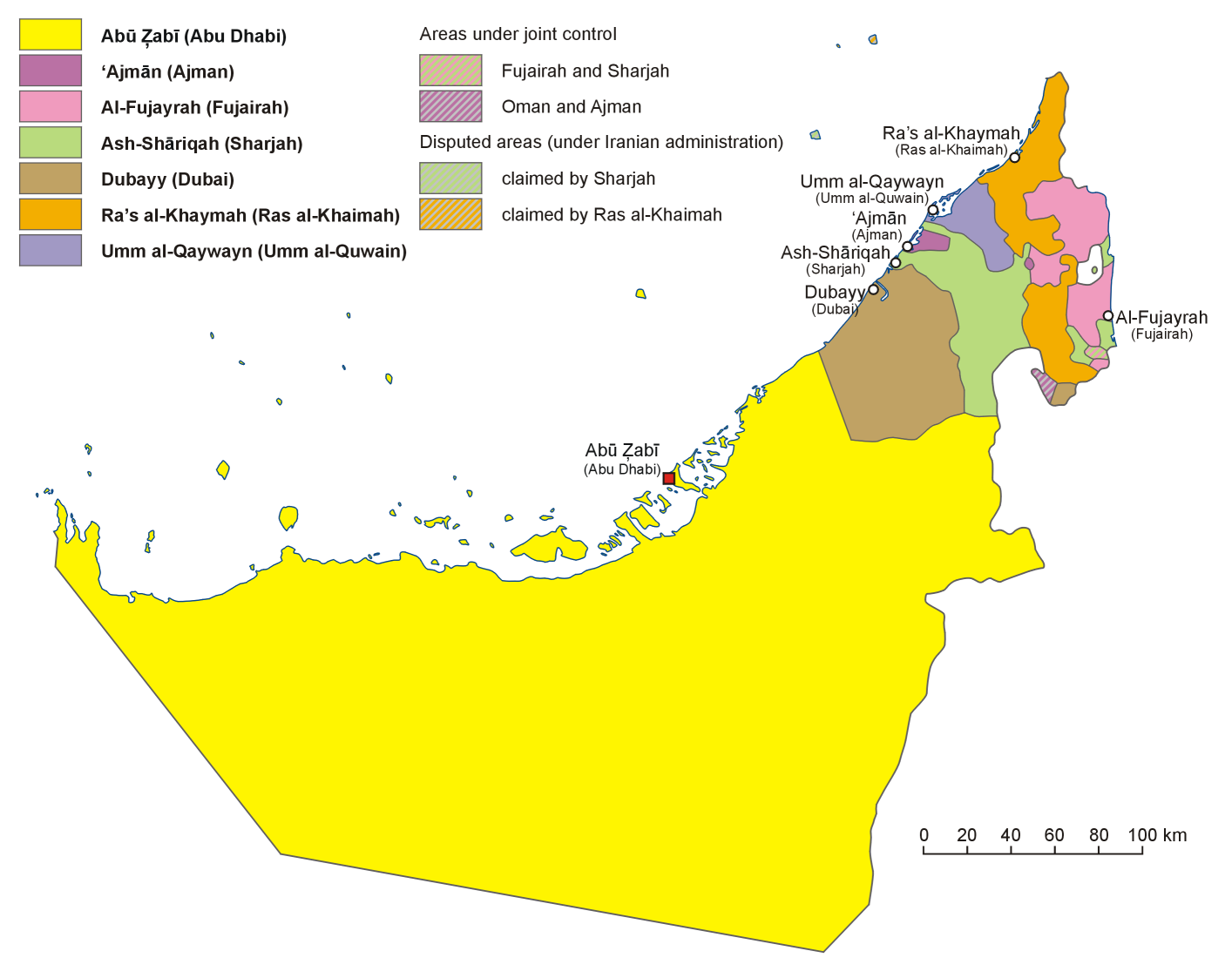
Administrativní členění SAE

SAE se skládá ze sedmi autonomních emirátů. Emiráty (kromě Fudžajry) užívají i svou vlastní vlajku. Fudžajra používá vlajku SAE. Vlajky emirátů Adžmán a Dubaj jsou stejné, stejně jako vlajky emirátů Rás al-Chajma a Šardžá.

Abú Zabí Poměr stran: 1:2
Adžmán Poměr stran: 1:2
Dubaj Poměr stran: 1:2
Fudžajra Poměr stran: 1:2
Rás al-Chajma Poměr stran: 1:2
Šardžá Poměr stran: 1:2
Umm al-Kuvajn Poměr stran: 1:2